# 楊珏 (正統進士)
楊珏（？—？），字廷圭，浙江台州府臨海縣人，明朝政治人物。進士出身。

## 生平
宣德七年（1432年）壬子科浙江鄉試第十五名舉人。正統元年（1436年），殿試登進士第三甲第五十四名。三年八月授任刑部主事，十四年八月升福建按察司佥事，景泰三年十二月升官至福建按察使，为副使曹祥揭发其赃私，又御史练纲巡按福建，两人不合，互行攻讦，六年闰六月俱被贬官，杨珏降为湖广黄州府知府。

## 延伸阅读
- 《明史》

| 官衔        | 官衔                                           | 官衔        |
| ----------- | ---------------------------------------------- | ----------- |
| 前任： 余清 | 明朝黃州府知府 景泰六年-天顺六年 1455年-1462年 | 繼任： 陈旺 |